# أثب بارلييه
أثب بارلييه (الاسم العلمي: Eragrostis barrelieri) هي نوع نباتي يتبع جنس الأثب من الفصيلة النجيلية.